# Megalodytes morejohni
Megalodytes morejohni — викопний вид гусеподібних птахів родини Качкові (Anatidae). Качка мешкала у міоцені (11-7 млн років тому) у Північній Америці. Описаний по елементах кінцівок, що знайдені у Каліфорнії. Також рештки, що належать виду, знайдені в Японії.